# Vorontsivka (Crimea)
|  | Per a altres significats, vegeu «Vorontsovka». |

Vorontsivka (en ucraïnès: Воронцівка, rus: Воронцовка, Vorontsovka) és un poble de la República Autònoma de Crimea a Ucraïna, que el 2014 tenia 239 habitants. Pertany al districte rural de Krasnoperekopsk.